# Pfarrkirche Heilige Dreifaltigkeit am Gray

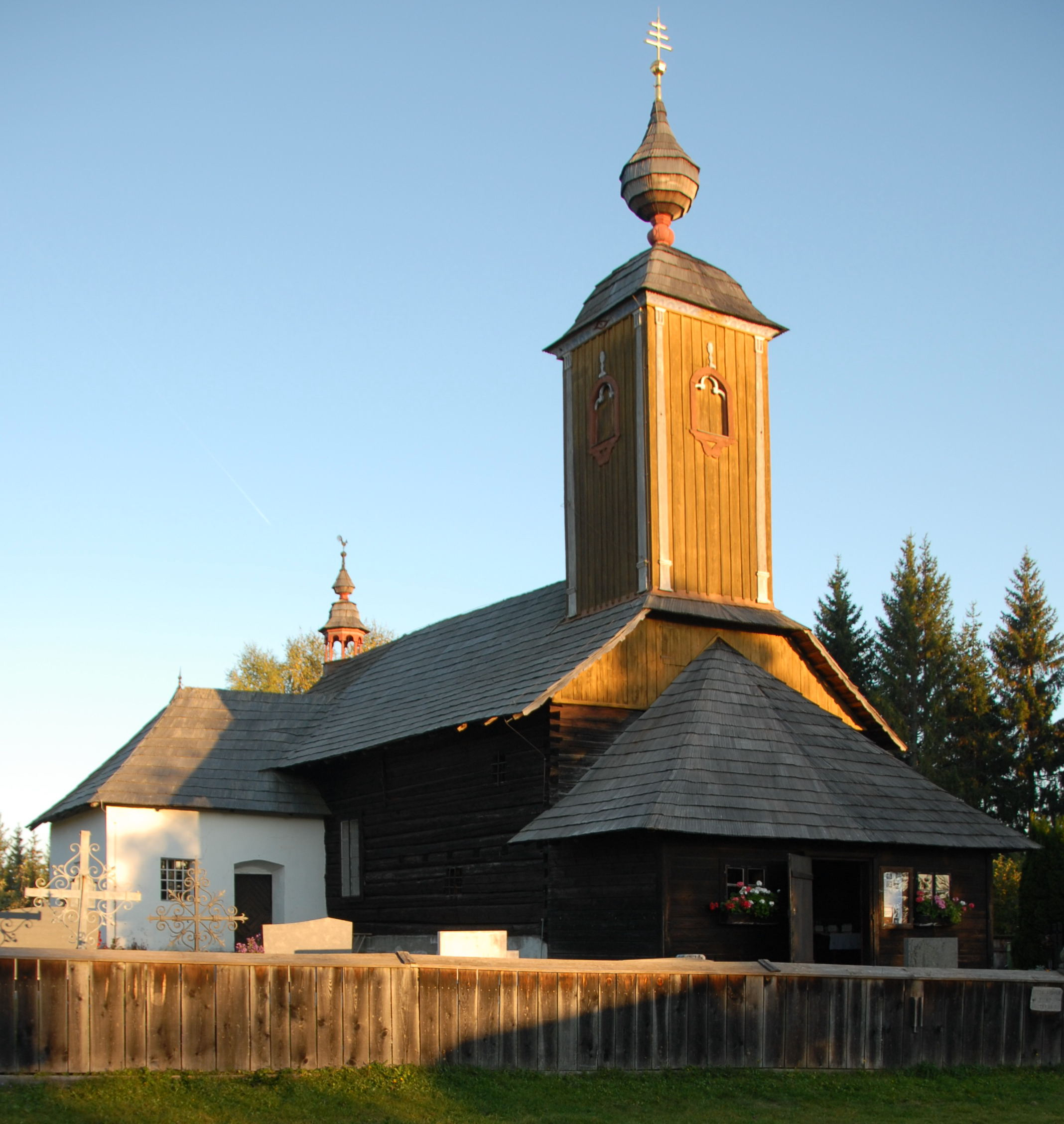

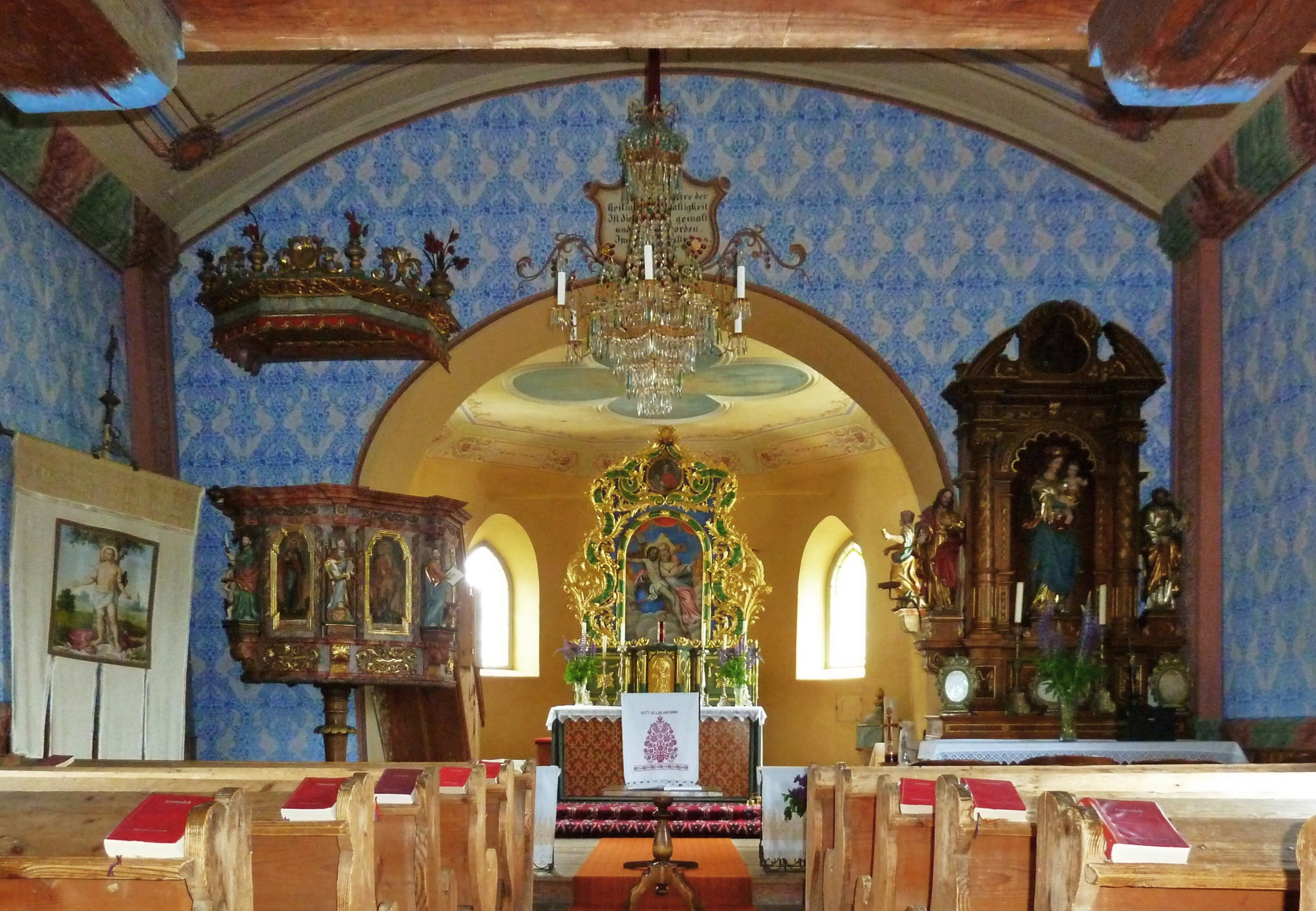
Innenansicht

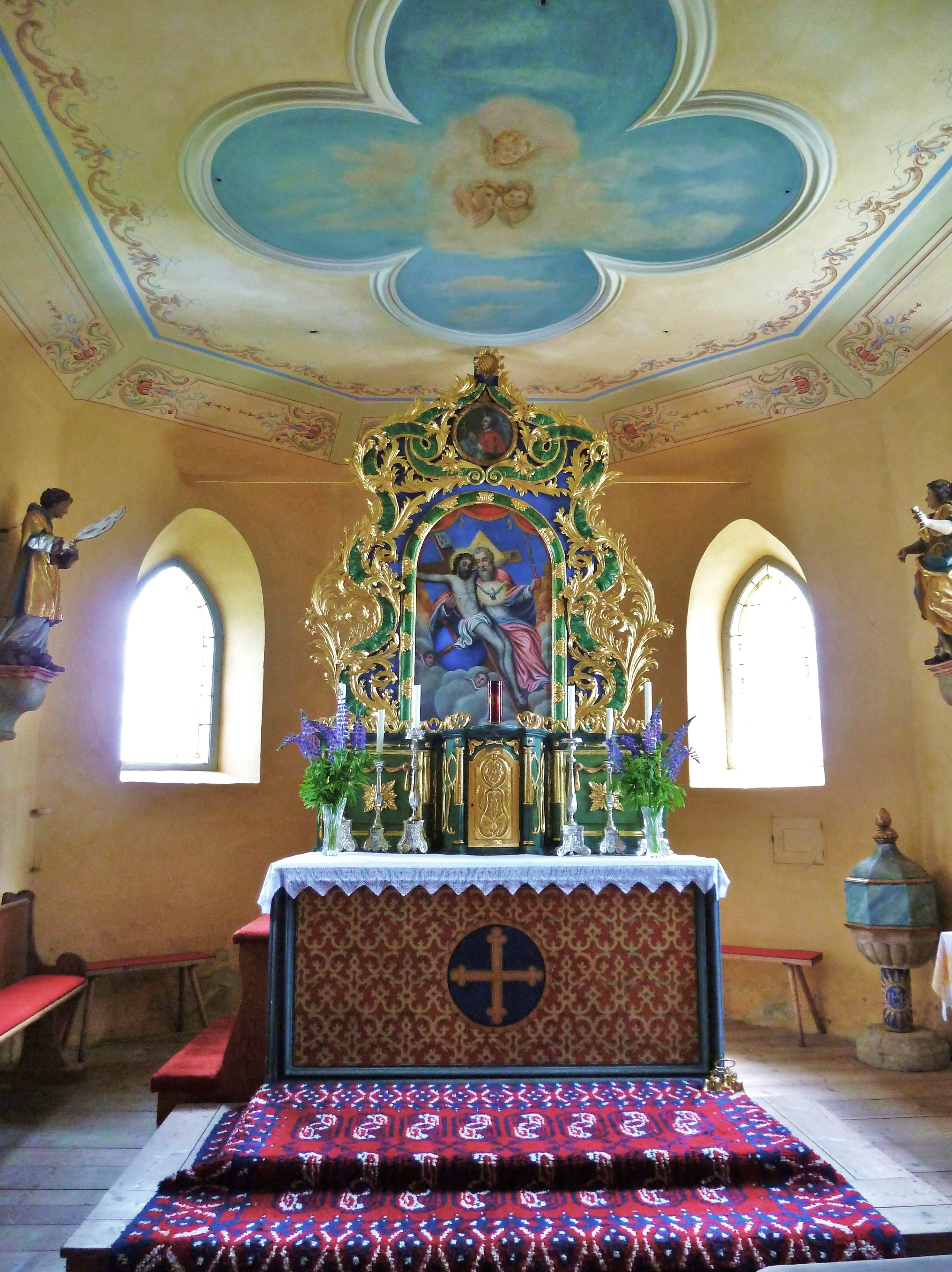
Chor mit Hochaltar

Die Pfarr- und Wallfahrtskirche Hl. Dreifaltigkeit am Gray steht unter dem Patrozinium der Heiligen Dreifaltigkeit. Sie liegt in 1180 Meter Höhe unter der bewaldeten Anhöhe des Sonntagsberges in der Gemeinde Frauenstein.

## Geschichte und Bauwerk
Nach der Legende wurde ein kleines Holzkirchlein an dem Ort errichtet, an dem einem frommen Bauern aus Obermühlbach, später auch dem Pfarrer, die Heilige Dreifaltigkeit erschienen war.
Die 1724 erstmals genannte Kirche wurde 1785 zur Pfarrkirche erhoben.
Der Sakralbau ist das in Österreich seltene Beispiel einer Blockbaukirche. Der gemauerte Chor und die nördlich angefügte gemauerte Sakristei wurden 1785 errichtet. Das Langhaus, ein Blockbau mit einer flachen Tonne ist wahrscheinlich älter. Der hölzerne Dachreiter stammt aus dem Jahre 1865, der westliche Vorbau ist erneuert. Die westliche Hälfte des Schiffes wird von einer hölzernen Empore auf vier Stützen eingenommen, die östliche Hälfte wurde um 1860 verschalt.

## Einrichtung
Das Altarblatt des um 1720 entstandenen Hochaltars mit geschnitzter Blatt- und Bandlwerksrahmung zeigt einen Gnadenstuhl. Den rechten, neobarocken Seitenaltar schuf 1905 Mathias Slama.
Am Korb der um 1700 entstandenen Kanzel sind zwischen den Statuetten der Evangelisten (Repliken nach Diebstahl der Originale) die gemalten Darstellungen der Apostel Phillipus, Jakobus major, Andreas und Bartholomäus zu sehen.
Vier um 1740 geschnitzte Konsolstatuen im Chor stellen die Heiligen Christophorus, Stephanus, Barbara und Donatus dar und werden Johann Pacher zugeschrieben.
Die Kirche besitzt ein um 1800 entstandenes Fastentuch des Zentraltyps mit der Kreuzigungsszene in der Mitte und vier Passionsszenen in Medaillons (Getsemani, Geißelung, Dornenkrönung, Kreuztragung).

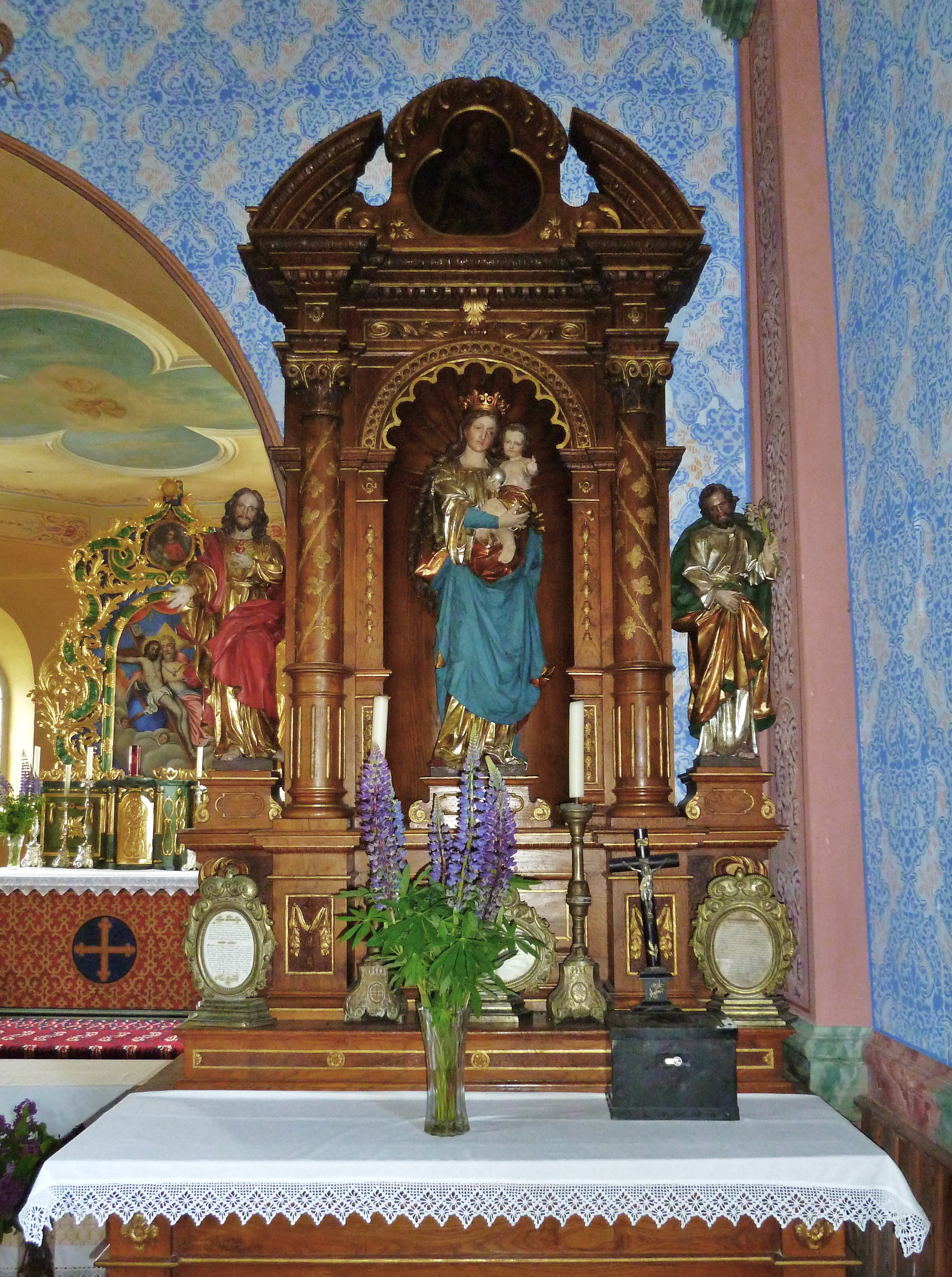
Seitenaltar
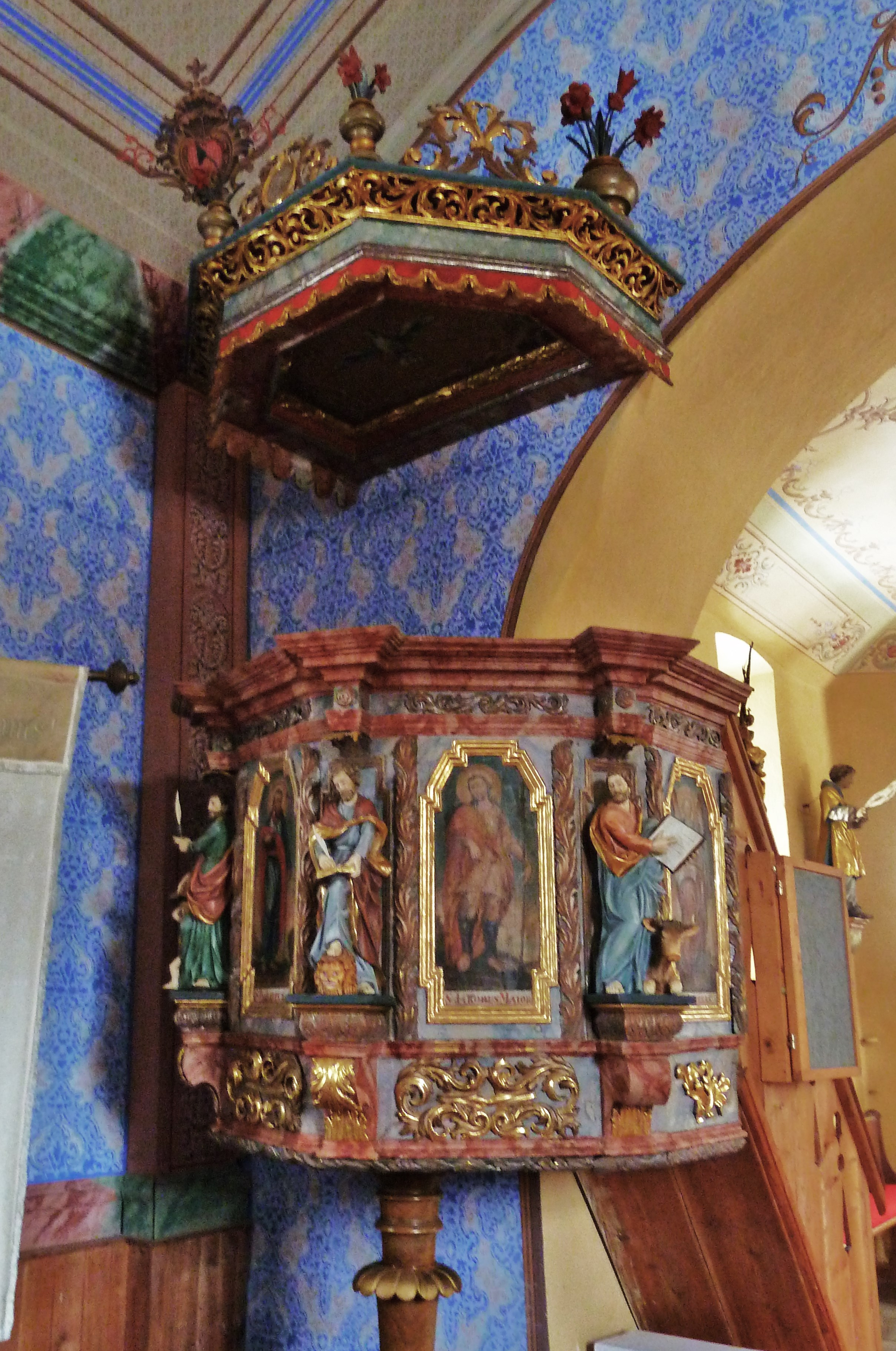
Barocke Kanzel der Pfarrkirche Dreifaltigkeit am Gray
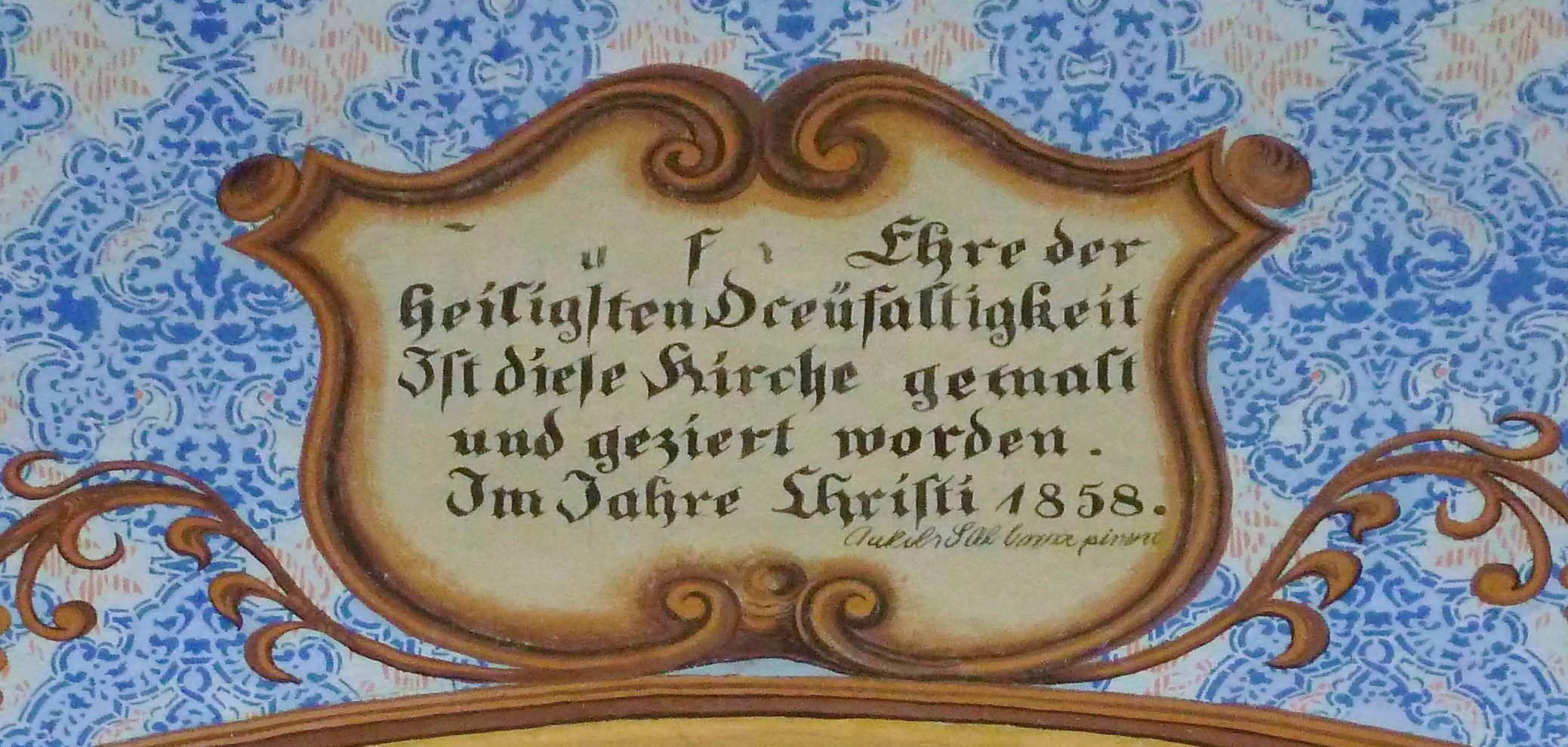
Signatur des Malers
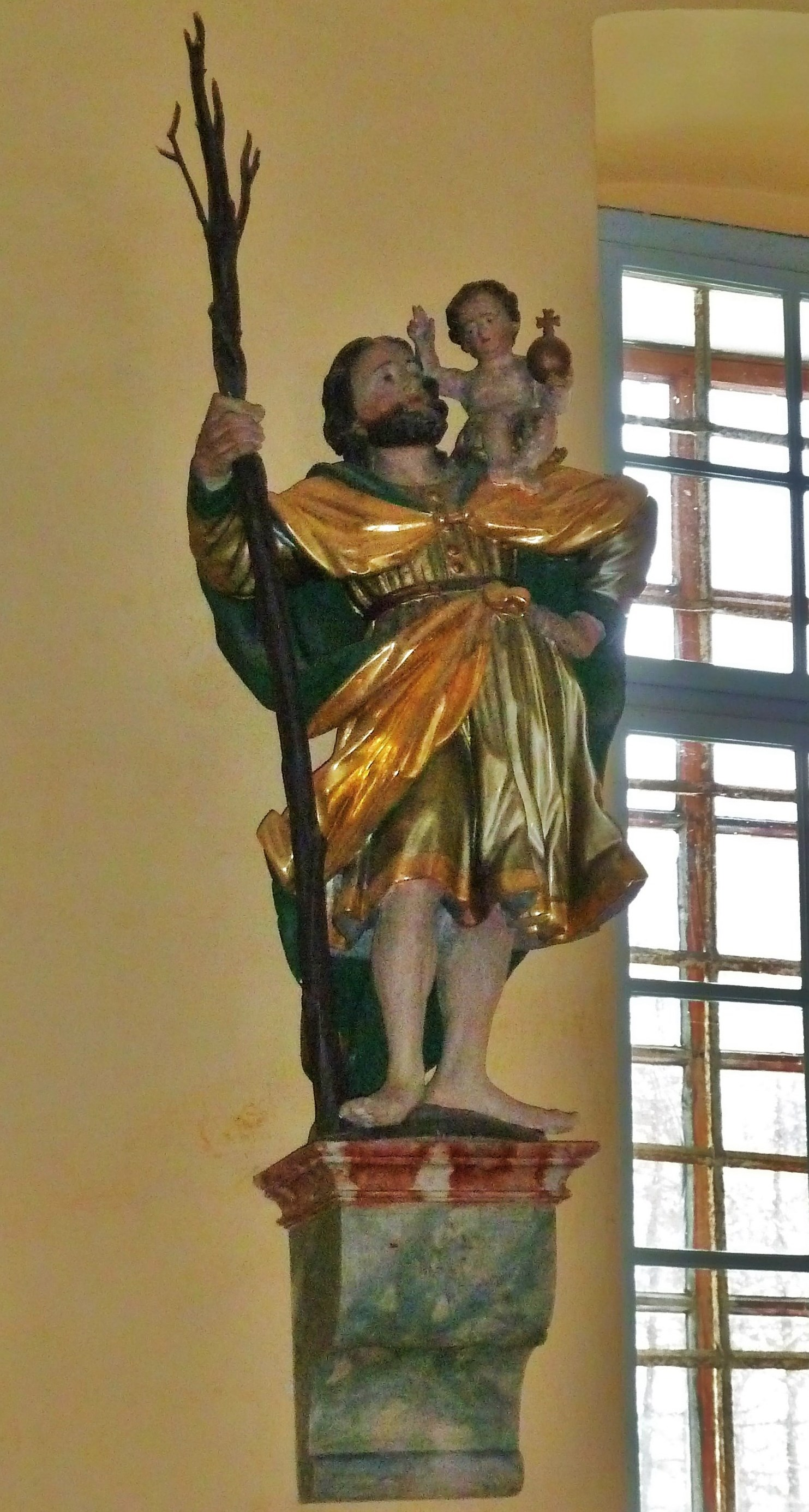
Der hl. Christophorus, Konsolstatue im Chorraum
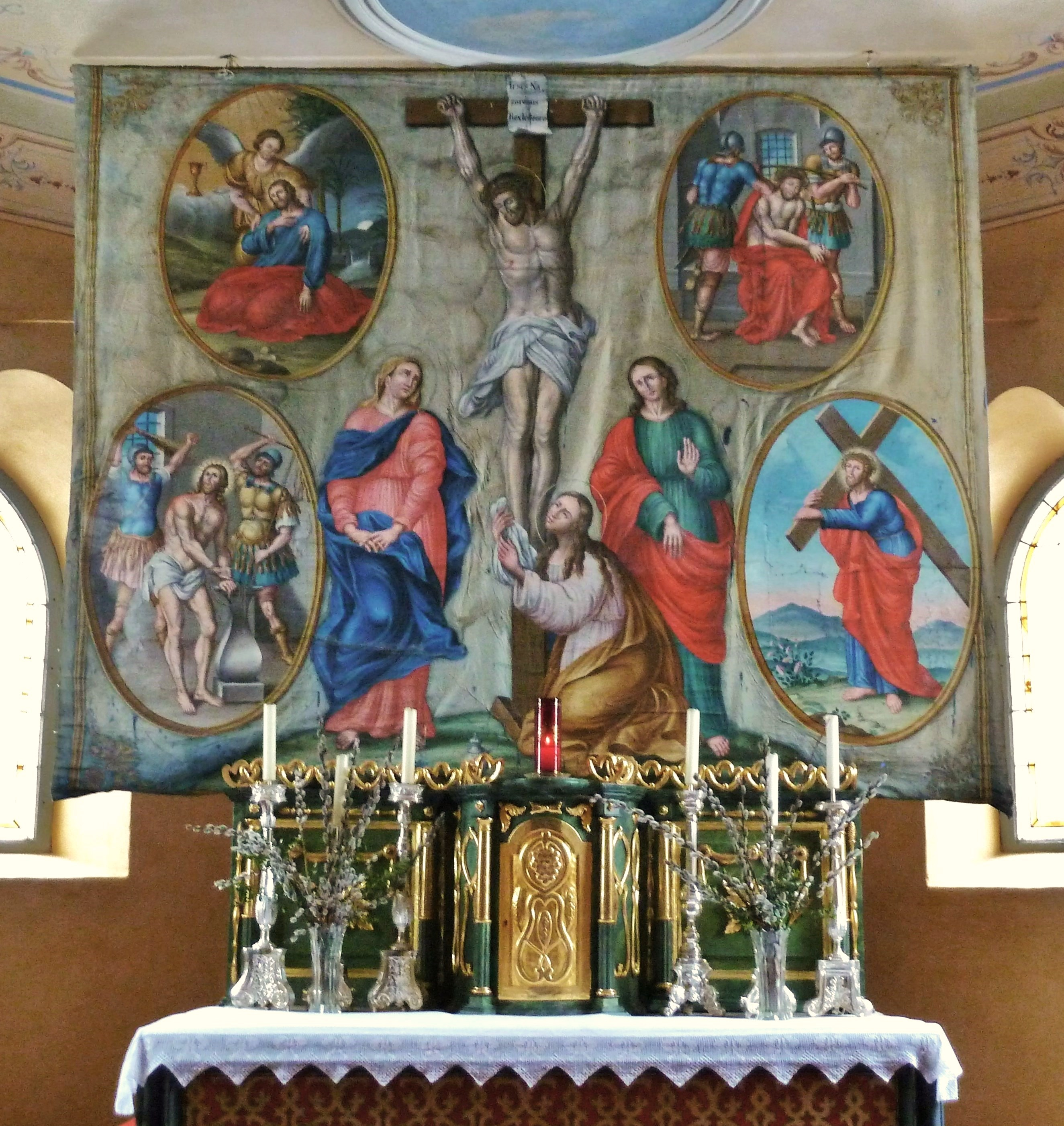
Fastentuch, entstanden um 1800